# Clockers
Clockers è un film del 1995 diretto da Spike Lee e prodotto da Martin Scorsese, liberamente tratto dall'omonimo romanzo di Richard Price.
Il film affronta e critica temi come la violenza, l'uso delle armi, la droga, l'AIDS, il genere musicale del gangsta rap e l'impatto dei mass media sulle persone. «È rivolto agli abitanti del ghetto di New York. Ho voluto tirar fuori le loro contraddizioni per far capire che nascere neri e poveri non significa necessariamente nascere gangster, spacciatori, drogati, ballerini o rapper, ma che si può perfino studiare, avere un lavoro, metter su famiglia», asserì il regista.
Nel film Spike Lee fa sfoggio del suo virtuosismo, con una regia sofisticata e sperimentale. Ad esempio la scena dell'omicidio di Errol da parte di Tyrone è anticipata da un videogame a tre dimensioni. O le sequenze dell'interrogatorio di Tyrone, con Klein che si inserisce nei ricordi di Tyrone e lo guida, come se fosse il regista di un film.
Fu presentato in concorso alla 52ª Mostra internazionale d'arte cinematografica di Venezia.

## Trama
Una serie di fotografie di ragazzi e ragazze morti ammazzati apre il film.
Ronald Dunham, detto Strike, è un giovane clocker, ossia uno spacciatore di crack, a disposizione 24 ore su 24. Strike ha due grandi passioni: bere latte al cacao preconfezionato, nonostante l'ulcera che gli corrode lo stomaco, e collezionare trenini elettrici. Strike lavora per conto di Rodney Little, un losco figuro che gestisce un'attività commerciale che fa da copertura al suo traffico di droga. Il rapporto tra Strike e Rodney è come quello fra un padre e un figlio. Dal negozio di Rodney transitano anche due poliziotti bianchi: l'italoamericano Larry Mazilli e Rocco Klein, ebreo. Il fratello maggiore di Strike è Victor, che è tutto l'opposto del fratello: svolge infatti due lavori onesti, per mantenere la famiglia.
Strike inizia a essere seguito da Tyrone, un bambino dodicenne che lo imita, vestendosi e radendosi i capelli come lui. In un primo momento Strike tenta di allontanarlo, ma poi lo prende sotto la sua ala, trattandolo come un fratellino minore. Gli insegna la vita di strada e lo porta a casa sua. In un suo momento di distrazione, Tyrone gli ruba la sua pistola. Un giorno Rodney propone a Strike una promozione: deve uccidere Darryl Adams, dipendente di un fast food che fa la cresta sui guadagni di Rodney. Strike accetta, dopo che Rodney gli promette il posto di Darryl. La sera Strike si reca al fast food e attende nervosamente che Darryl esca dal negozio. Non appena questi esce, un colpo di pistola lo colpisce in pieno. Il corpo viene ritrovato crivellato di colpi, e Klein inizia le indagini.
Klein è sicuro che a uccidere Darryl sia stato Strike, ma tra la sorpresa generale è Victor ad accusarsi del delitto dichiarando la legittima difesa. Confessa e viene arrestato. Ma Klein non gli crede, ed è convinto che Victor si autoaccusi per coprire il fratello sentendosi meno accusabile grazie alla sua fedina penale pulita, e per questo il detective fa pressione su Strike, che però non cede. Klein è innervosito da Strike e cerca una vendetta, sfrutta l'occasione dell'arresto di Rodney, il capo degli spacciatori, inventandosi la collaborazione di Strike, e ringraziandolo pubblicamente per il lavoro di informatore con una stretta di mano davanti alla gang e riferendo pure a Rodney. Gli amici reagiscono insultandolo e picchiandolo. Strike sembra essere ormai a un passo dalla fine, perseguitato dalla polizia, dalla gang, ma soprattutto da Rodney.
Rodney ora crede che Strike stia collaborando con la polizia, così incarica Errol Barnes, un tossicodipendente sieropositivo da molto tempo al suo servizio come killer, di ucciderlo. La conversazione è ascoltata di nascosto da Tyrone, che per proteggere Strike prende la pistola che ha tenuto nascosta fino a quel momento e davanti a tutti spara a Errol, uccidendolo. Impietrito per la paura, Tyrone non fugge. Arriva Klein, che resosi conto della situazione non se la sente di rovinare per sempre la vita a un bambino e a sua madre, accorsa sul luogo del delitto disperata. Klein nasconde così i fatti e fornisce una versione diversa nel rapporto.
Intanto Victor ha confessato alla madre di aver ucciso veramente lui Darryl, perché aveva avuto un diverbio con lui, la madre irrompe in commissariato proprio mentre i poliziotti sottoponevano Strike a un pesante interrogatorio, e testimonia. Anche Klein, finalmente, crede alla sua versione, e anche Victor viene scagionato grazie alla legittima difesa.
Strike è quindi definitivamente innocente e, convintosi che a New York non può avere nessun futuro, lascia il quartiere e la città, prendendo un treno.

## Produzione
Clockers segnò l'incontro, dal punto di vista artistico, tra Spike Lee e Martin Scorsese (i due registi si erano infatti già incontrati nel 1986, a New York, durante una proiezione di Fuori orario di Scorsese); il film, in origine, doveva essere diretto proprio da Scorsese, ma questi in quel momento era impegnato con le riprese di Casinò. Scorsese aveva infatti comprato i diritti del romanzo di Richard Price per trarne un film interpretato da Robert De Niro ed aveva lavorato alla sceneggiatura assieme all'autore per circa un anno, prima d'accantonarlo per dedicarsi ad un altro suo progetto concomitante, per l'appunto Casinò. Quindi contattò Lee e gli propose la regia, il quale accettò, e di conseguenza Scorsese si ritagliò il ruolo di produttore. 
Una delle condizioni poste dal regista afroamericano alla Universal Pictures, che aveva acquistato poi da Scorsese i diritti del libro, fu di disporre della piena libertà di riadattare la storia. Lee, infatti, non era rimasto granché colpito dalla sceneggiatura di Scorsese e Price, che avevano fatto del personaggio di Klein il protagonista ed il perno di tutta la storia, mentre aveva trovato molto più interessante la figura del giovane spacciatore Strike, il cui punto di vista, intrecciato più o meno equamente a quello di Klein, muoveva la polifonica narrazione del libro. Per questo motivo, il regista afroamericano si volse a riscrivere il copione concentrandosi maggiormente su questo personaggio: «Dissi a Martin: 'Mi interessa fare il film, ma vorrei raccontarlo dal punto di vista di Strike'», dichiarò Lee.

### Sceneggiatura
Lee iniziò quindi a rivedere l'intera sceneggiatura. Nel romanzo, il detective Rocco Klein era in piena crisi esistenziale a causa dei suoi problemi coniugali e lavorativi, questi ultimi dovuti al fatto di risultare ancora, tra gli elementi più anziani del corpo di polizia, un detective con mansioni sul campo e perciò d'essere visto soprattutto dai colleghi più giovani come un mezzo fallito. L'unico elemento che lo faceva rinfrancare era un attore che lo seguiva come modello a cui ispirarsi per un film hollywoodiano che doveva interpretare. Nulla di tutto ciò fu incluso da Lee nel suo film, che di fatto preferì imperniarlo sulla storia di Strike, del quale ampliò enormemente l'importanza nell'intreccio a scapito di Klein. Inoltre, fu aggiunta la passione di Strike per i treni.
Una volta che ne ebbe terminata la nuova stesura, Lee la fece esaminare a Price che però rimase alquanto scontento delle sue modifiche. Lee allora gli rispose che se non fosse passata la sua versione del copione, la produzione si sarebbe potuta benissimo cercare un altro regista. Alla fine, Price accettò le modifiche e approvò la nuova sceneggiatura.
Uno dei temi, assente nel romanzo, che Lee volle aggiungere ed affrontare con forza nel film era l'influenza a suo dire nociva - soprattutto per la comunità afroamericana - del genere musicale del gangsta rap, all'epoca praticamente all'apice della sua diffusione e seguitissimo soprattutto dai giovani. «Volevo parlare della violenza. Volevo contestare la glorificazione della violenza che esiste ancora oggi nell'hip hop e che pervade l'intera scena gangsta. Volevo mostrare ciò che realmente avviene quando una persona viene colpita da un proiettile o ferita da una coltellata. A questo fine abbiamo inserito nei titoli di testa una serie di fotografie di cronaca nera, scattate sui luoghi dei delitti di giovani afroamericani assassinati da altri afroamericani. Non abbiamo usato le foto originali, le loro immagini sono state messe in scena da attori, perché ci sembrava irrispettoso nei confronti delle loro famiglie», dichiarò il regista.

### Cast
Spike Lee, preso in mano il progetto, aveva subito pensato all'amico John Turturro per il ruolo di Rocco Klein, mentre Michael Imperioli doveva interpretare il ruolo del suo collega Larry Mazilli. Turturro aveva già lavorato con il regista in vari film, da Fa' la cosa giusta a Jungle Fever, la Universal però non gradì la scelta, poiché Turturro fino ad allora non aveva mai sostenuto un ruolo di primo piano in una grande produzione e, ritenendola perciò una scelta parecchio azzardata, vi pose il proprio veto. Lee chiese quindi consiglio a Scorsese, che gli suggerì il nome di uno dei suoi attori feticcio: Harvey Keitel, reduce proprio in quel periodo da una candidatura all'Oscar per la sua interpretazione in Lezioni di piano di Jane Campion. La Universal approvò la decisione, motivo per cui Turturro venne riassegnato al ruolo di Mazilli e ad Imperioli venne invece dato quello secondario del detective Jo-Jo. Turturro non gradì molto quella decisione: «Il film sarebbe stato molto più bello se io avessi interpretato Rocco e Imperioli avesse avuto il mio ruolo», asserì l'attore.
Per il ruolo del protagonista, il giovane Strike, la responsabile del casting Robi Reed organizzò delle audizioni aperte per cercare attori afroamericani tra i diciassette e i ventitré anni. Il giorno dell'audizione si presentarono molti ragazzi, tra i quali vi era un esordiente Mekhi Phifer. Dopo quattro settimane, Phifer fu richiamato ed effettuò un provino con tutti i membri principali del cast. Lee, palesando la sua antipatia per l'opera di Price, raccomandò al ragazzo di non leggere il romanzo, bensì direttamente la sua sceneggiatura.
Spike Lee appare in un cameo, subito dopo l'omicidio, nei panni di un curioso a cui Klein dice: «da te mi aspetto solo cose intelligenti», quindi in un'altra scena, in cui beve la stessa bevanda di Strike.

### Riprese
Il budget del film ammontava a 24 milioni di dollari.
Poco prima delle riprese del film, il montatore di fiducia di Lee, Barry Alexander Brown, gli comunicò l'intenzione di abbandonare il montaggio per iniziare una carriera da regista. Lee così si rivolse a Sam Pollard, che in precedenza gli aveva montato Mo' Better Blues e Jungle Fever, ma anche questi inizialmente si rifiutò, asserendo di voler anch'egli lasciare il montaggio e dedicarsi alla produzione; alla fine il regista riuscì a convincerlo ad accettare, in cambio della promessa di farlo figurare come produttore per il documentario che aveva in mente di girare sulla strage avvenuta nel 1963 in Alabama, dove a causa di una bomba in una chiesa battista morirono quattro bambine afroamericane. Tale progetto si concretizzerà due anni dopo, col titolo di 4 Little Girls.
Un'altra scelta difficile fu quella del direttore della fotografia. Nel precedente Crooklyn, Lee, causa dell'abbandono del fedele Ernest Dickerson, si dovette affidare ad Arthur Jafa, il quale però non gli risultò affatto gradito, a causa della sua propensione ad agire di testa propria, contestando od addirittura ignorando molte sue scelte di regia. Per Clockers, dunque, il regista s'affidò a Malik Hassan Sayeed, che aveva già lavorato con Lee per Malcolm X in veste di elettricista e che s'era già fatto un po' le ossa con la direzione della fotografia d'alcuni videoclip. Lee decise così di metterlo alla prova, convincendosene poi dopo i suggerimenti dati da Sayeed per girare il film, che fu girato per il 75% con una pellicola Kodak invertibile ad alta velocità. Una pellicola di quel genere era impiegata di rado e persino la Kodak inizialmente ritenne pericoloso girarne gran parte della pellicola così. Alla fine si risolse tutto usando luci molto forti. La scelta di Sayeed diede al film un effetto visionario, maggiore dei film girati precedentemente da Spike Lee. La scena del flashback in cui Errol costringe Rodney a commettere il suo primo omicidio fu girata in 16 mm e successivamente ingrandita, mentre per la sequenza in cui Victor lavora in un negozio non fu usata la lente anamorfica, come già accaduto in Crooklyn.
Durante le riprese del film sorsero dei problemi tra Lee e Harvey Keitel, in quanto questi non si sentiva a suo agio nel girare ogni scena di fretta e furia per poi passare subito all'altra, senza fare nemmeno qualche altro ciak supplementare, com'è tipico nello stile del regista. Inoltre, durante una scena che veniva illuminata dall'alto, i capelli dell'attore, proprio a causa dell'illuminazione fortissima utilizzata per la fotografia, presero fuoco. A causa poi delle scene girate in vere zone malfamate della città, Keitel divenne solito presentarsi sul set armato con una pistola infilata nella fondina alla caviglia, per difesa personale; il clima sul set, specie tra il regista e l'attore, era perciò parecchio teso.
Per alcune sequenze furono utilizzati dei veri tossicodipendenti. «Li assicurai che li avrei pagati, purché non mi dicessero come avrebbero speso i miei soldi. Una della ragazze era incinta. Una cosa tristissima», ricorda il regista nella sua autobiografia.
L'ultima scena girata fu quella del finale, in cui Strike lascia New York.
Durante il montaggio furono eliminate molte scene in cui era presente John Turturro. Lee se ne disse dispiaciuto nel corso del Charlie Rose Show, ma era stato costretto a tagliare le scene poiché il film sarebbe divenuto troppo lungo.

## Accoglienza
Clockers uscì negli Stati Uniti il 13 settembre 1995, incassando in totale 13 071 518 $ a fronte di un budget di 24 milioni. Questo fu un risultato peggiore di Crooklyn, film dal budget più contenuto ma che almeno aveva chiuso in pari. Clockers comunque si rifece in seguito, grazie alle vendite internazionali e al mercato dell'home video.

### Critiche
Il film non fu molto gradito dalla critica cinematografica statunitense: gran parte delle recensioni furono negative e provennero da molti estimatori del libro, che accusarono Lee di aver raccontato solo metà della vicenda.
Il Washington Post ritenne il film confuso riguardo allo svolgimento e alle indagini sull'omicidio, ma concluse: «Clockers è autentico e malvagio: roba da brividi».
Per Fernanda Moneta «In questo film Lee usa con disinvoltura colori anni settanta, bianco e nero e immagini a 16 mm, riuscendo a creare un look che fa somigliare Clockers a un film di blaxploitation. Una citazione che è strumentale, in quanto mima il linguaggio del pubblico da cui si vuol far capire, quello stesso che in Superfly, lo spacciatore che lotta contro i poliziotti corrotti, vede un eroe».
Per Spike Lee la causa dell'insuccesso del suo film va cercata nello stile della storia: «Abbiamo raccontato quel tipo di vita in modo realistico. Non abbiamo descritto il protagonista come un eroe. Abbiamo peccato d'ingenuità: pensavo che questo film sarebbe stato l'ultimo chiodo nella bara del gangsta rap».

## Colonna sonora
La colonna sonora del film contiene i seguenti brani:
1. People in Search of a Life (Marc Dorsey)
2. Children of the Ghetto (Philip Bailey)
3. Reality Check (Buckshot Lefonque)
4. Silent Hero (Des'ree)
5. Changes (Marc Dorsey)
6. Reality (Brooklynytes)
7. Sex Soldier (Rebelz of Authority)
8. Love Me Still (Chaka Khan e Bruce Hornsby)
9. Crazy (Seal)
10. Bird of Freedom (Seal)
11. Blast of the Iron (Rebelz of Authority)
12. Newborn Friend (Seal)
13. Outta Here (KRS-One)
14. Survival of the Fittest/Return of the Crooklyn Dodgers (Crooklyn Dodgers '95)
15. Illa Killa (Strictly Difficult)
16. Bad Boy No Go a Jail (Mega Banton)
17. Posidrive (John Fiddy e (Sammy Burdson)

## Collegamenti ad altre pellicole
- La sequenza rallentata in cui Tyrone va incontro a Errol per ucciderlo era già presente in Crooklyn, dove una bambina colpiva uno spacciatore con una mazza da baseball.

## Premi e riconoscimenti
- 1996 - Chicago Film Critics Association Awards
  - Nomination Miglior attore non protagonista a Delroy Lindo
- 1996 - Grammy Awards
  - Nomination Miglior canzone scritta per un film, televisione o altri media audio-visivi a Bruce Hornsby e Chaka Khan per la canzone Love Me Still
- 1996 - NAACP Image Award
  - Nomination Migliore attrice non protagonista a Regina Taylor
- 1995 - Mostra internazionale d'arte cinematografica
  - Nomination Leone d'oro al miglior film a Spike Lee